# Rju Szungu
Rju Szungu (hangul: 류승우, handzsa: 柳承佑, RR: Ryu Seung-woo; Kimhe (Gimhae), 1993. december 17. –) dél-koreai labdarúgó, jelenleg a Bayer 04 Leverkusen játékosa.

## Pályafutása

### Klubcsapatokban
Rju Szungu (Ryu Seung-woo) Dél-Koreában, azon belül is Kimhe (Gimhae) félmilliós városában született, amely Dél-Kjongszang (Gyeongsang) tartományban található.
Rju (Ryu) első profi csapata a dél-koreai Csedzsu United volt, azonban mindössze egy hónapot töltött ott, mikor  a német Leverkusen kivásárolta. Először kölcsönben érkezett Európába, de fél év alatt bizonyította, hogy érdemes végleg is megszereznie őt a Leverkusennek. Fejlődése érdekében a következő szezonra kölcsönadták a Bundesliga II-ben szereplő Eintracht Braunschweignek. A német másodosztályban lejátszott 16 mérkőzést, ezeken négy gólt is szerzett, majd a következő átigazolási szezonban ismét kölcsönbe került a szintén másodosztályú Arminia Bielefeldhez. Itt tíz bajnokin kapott lehetőséget.
2016. augusztus 1-jén a Ferencvároshoz került kölcsönbe. A magyar csapat színeiben tizenegy bajnokin lépett pályára és Magyar Kupát nyert a 2016-2017-es szezon végén. Kölcsönszerződése lejárta után visszatért hazájába, a Csedzsu Unitedhez.

### A válogatottban
Az U19-es, az U20-as és az U23-as válogatottban is rendszeresen pályára lépett, az U19-esekkel Ázsia-kupát nyert, az U20-asokkal világbajnokságon járt, míg az U23-asokkal ott volt riói olimpián is – és mindhárom tornán gólt szerzett.

## Sikerei, díjai
- Dél-Korea:
  - U20-as labdarúgó-világbajnokság negyeddöntős: 2013
  - Olimpiai játékok negyeddöntős: 2016
- Ferencvárosi TC
  - Magyar kupa-győztes: 2017

## Fordítás
- Ez a szócikk részben vagy egészben  a   Ryu Seung-woo című angol Wikipédia-szócikk fordításán alapul.  Az eredeti cikk szerkesztőit annak laptörténete sorolja fel. Ez a jelzés csupán a megfogalmazás eredetét és a szerzői jogokat jelzi, nem szolgál a cikkben szereplő információk forrásmegjelöléseként.